# Borknagar
Borknagar es un grupo noruego de black metal progresivo y experimental, formado en 1995 en la ciudad de Bergen. 
Es considerado un proyecto «all stars», dado que a su obra han contribuido una enorme cantidad de talentos del black metal. Su estilo se caracteriza por la compleja combinación de elementos típicos del black metal noruego con elementos folclóricos y progresivos.

## Historia
Borknagar se formaron a mediados de los 90 tras la disolución del grupo de death metal Molested, por el guitarrista, líder y único miembro fundador activo hoy en día, Øystein Garnes Brun. Junto con Garm (vocalista de Ulver y Arcturus), Grim (batería de Immortal), Infernus (guitarrista de Gorgoroth, aquí al bajo) e Ivar Bjornson (líder de Enslaved, aquí teclista), Brun obtuvo rápidamente un contrato discográfico con Malicious Records: Garm, Infernus, Ivar y Grim eran nombres establecidos y de gran reputación en el black metal, por lo que Malicious Records se interesaron en el proyecto muy rápido. 
En 1995 editaron su primer trabajo, Borknagar, donde las voces rasgadas, los riffs distorsionados y las bases rítmicas fundamentadas en blast beats eran combinadas con guitarras acústicas con cierto tono folklórico, dando lugar a estructuras épicas y progresivas con un uso de voces limpias al estilo viking metal. Este sonido en esa época fue casi totalmente inédito, y el sonido melódico y majestuoso del grupo les ganó un gran apoyo de crítica y público. 
Para su segundo álbum, Borknagar ficharon por la famosa discográfica Century Media. En 1997 fue publicado The Olden Domain, abundando más en las tendencias folklóricas y épicas; y que se convirtió en un clásico del metal extremo. Cabe destacar en este trabajo la elaboración en las guitarras (tanto acústicas como eléctricas) y el uso de la voz de Garm, que se hace más melódica que en el primer álbum. En el siguiente trabajo de la banda noruega, The Archaic Course, ICS Vortex (Arcturus, aún no estaba en Dimmu Borgir) reemplazó a Garm en las voces: Garm se fue del grupo y recomendó a Øystein que contratara a ICS Vortex (Vortex y Garm se conocían por haber tocado juntos en Arcturus). Musicalmente, este disco fue más melódico y progresivo que los precedentes, como el siguiente, Quintessence, editado en 2000 tras el trágico suicidio del batería, Grim. 
Quintessence supuso la confirmación de Borknagar como uno de los grupos más innovadores de su tiempo, en parte gracias al nuevo batería Asgeir Mickelson (de Spiral Architect), extremadamente técnico y preciso, y algo más pausado que Grim; y al nuevo teclista Lazare (líder de Solefald), que empleó un sonido más innovador y próximo al progresivo.
Tras Quintessence comenzó una nueva etapa en la historia de Borknagar: Vortex abandonó el grupo para entrar en Dimmu Borgir, reemplazándolo Andreas Hedlund, también conocido como Vintersorg (líder del grupo homónimo). Fruto de esta incorporación fue Empiricism: un disco vanguardista, técnico y sofisticado, considerado la piedra angular de su obra.
El sexto álbum de Borknagar fue lanzado en 2004, bajo el título de Epic, elaborando en la temática y el sonido instaurados con Empiricism.
Su siguiente trabajo se editó a finales de 2006 y según Øystein, es "una obra totalmente acústica, basada en el aspecto más épico y progresivo del grupo".

## Miembros

### Actuales
- Jens Ryland - guitarra (1997-2003) -2007-
- Øystein Brun - guitarra (1995-)
- Lars Nedland - teclados, coros (1999-)
- Baard Kolstad - batería (2012-)
- Simen ICS Vortex Hestnæs - voz, bajo (1997-2000, 2010-presente)

### Anteriores
- Garm - vocales (1995-1997)
- Ivar Bjørnson - teclados (1995-1998)
- Kai Lie - bass (1996-1998)
- Infernus - bajo (1995-1996)
- Grim - batería (1995-1998)
- Justin Greaves - batería (1998-1999)
- Asgeir Mickelson - batería (1999-2008), bajo en Epic
- Jan Erik Torgersen - bajo (2000-2003, 2006-2010)
- David Kinkade - batería (2008-2011)
- Andreas Hedlund - voz (2000-2019)

## Discografía
- Borknagar (1996, Malicious Records)
- The Olden Domain (1997, Century Media)
- The Archaic Course (1998, Century Media)
- Quintessence (2000, Century Media)
- Empiricism (2001, Century Media)
- Epic (2004, Century Media)
- Origin (2006, Century Media)
- Universal (2010, Indie Recordings)
- Urd (2012, Century Media)
- Winter Thrice (2016, Century Media)
- True North (2019, Century Media)
- Fall (2024, Century Media)